# Adam Kurek
Adam Kurek (ur. 20 kwietnia 1968) – polski siatkarz grający na pozycji przyjmującego, strażak zawodowy.

## Życiorys
W 1988 ukończył Liceum Zawodowe w Wałbrzychu, grając w międzyczasie w tutejszym Chełmcu. W barwach AZS-u Częstochowa wywalczył tytuł mistrza kraju 1993. Od sezonu 1994/1995 nieprzerwanie zawodnik Stali Nysa, w sezonie 2001/2002 wypożyczony do zespołu Gwardii Wrocław. Wraz ze Stalą Nysa zdobył srebrny medal Mistrzostw Polski w sezonie 1994/1995, brązowy medal 1997/1998, a także Puchar Polski w 1996. Występował również w tureckiej ekstraklasie. Karierę sportową zakończył w Nysie, grając ze swoim synem.
W latach 1991–1993 występował w reprezentacji kraju. Rozegrał w niej 84 mecze. Uczestniczył m.in. w mistrzostwach Europy 1993. W 2007 roku wystąpił także na Mistrzostwach Świata Służb Mundurowych w Adelaide, gdzie z drużyną PSP wywalczył wicemistrzostwo.
W latach 1988–1990 odrabiał zasadniczą służbę wojskową w Zawodowej Straży Pożarnej. W 2003 roku podjął służbę w Państwowej Straży Pożarnej w Nysie. Do 2023 roku w stopniu aspiranta sztabowego pełnił funkcję zastępcy dowódcy JRG w Nysie.  

## Życie prywatne
Jego żona, Iwona, jest pedagogiem szkolnym. Mają dwóch synów, Bartosza i Jakuba.